# Schildkraakbeen
Het schildkraakbeen of  cartilago thyreoides is een stuk kraakbeen dat onderdeel is van het strottenhoofd. Iets lager dan het schildkraakbeen ligt de schildklier.

## Naamgeving
De Latijnse naam cartilago thyreoides is een vertaling van het Oudgriekse begrip χόνδρος θυρεοειδής chóndros thureoeides dat bij de Griekse arts Galenus voorkomt. Zowel het Latijnse begrip cartilago als het Oudgriekse begrip χόνδρος betekenen kraakbeen. Het Oudgriekse begrip θυρεοειδής betekent schildvormig, afgeleid van θυρεός thureós, schild. Overeenkomstig wordt in het Latijn ook cartilago scutifomis gebruikt, van scutum voor schild.
In de officiële Latijnse nomenclatuur (Nomina Anatomica, later Terminologia Anatomica) kent de naam voor het schildkraakbeen in de loop van de jaren drie varianten, namelijk cartilago thyreoidea. cartilago thyroidea en de eerder genoemde cartilago thyreoides. De vorm met thyreoidea (met de uitgang -ea) zou een verkeerde omzetting van het Oudgrieks θυρεοειδής naar het Latijn zijn. De vorm thyroidea (zonder e na thyr) zou een bewuste keuze zijn om tegemoet te komen aan de Engelstaligen die moeite hebben met de uitspraak van de 'e' in thyreoidea. De vorm thyroidea komt eerder overeen met de Oudgriekse vorm θυροειδής, thuroeidés, deurvormig.